# Ultraschall in der Medizin/European Journal of Ultrasound
Ultraschall in der Medizin/European journal of ultrasound is een internationaal, aan collegiale toetsing onderworpen wetenschappelijk tijdschrift op het gebied van de echografie.